# Frederik Due

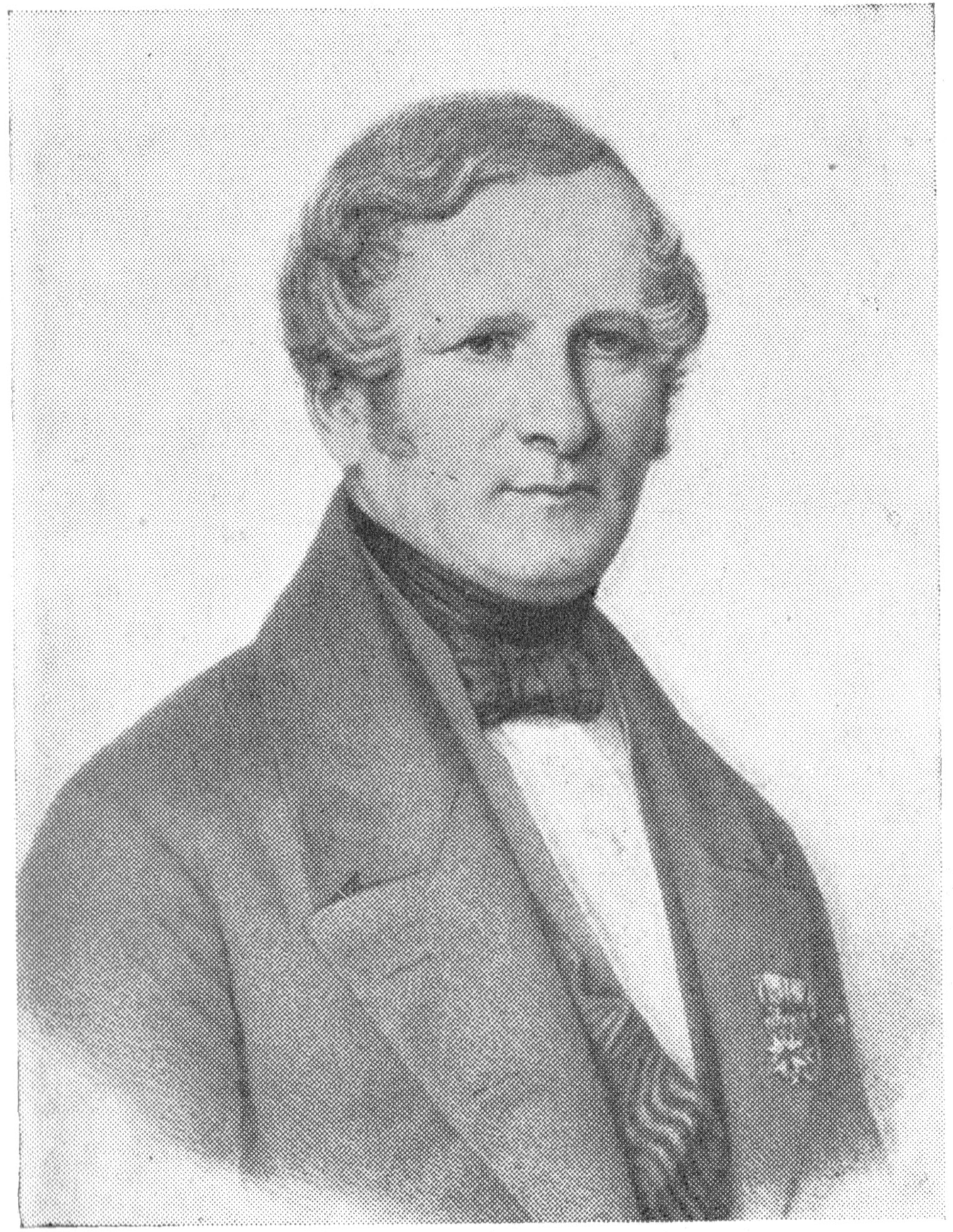
Frederik Due

Frederik Gottschalck Haxthausen Due (* 14. April 1796 in Trondheim; † 16. Oktober 1873 in Christiania) war ein norwegischer Offizier und Staatsminister.

## Familie
Seine Eltern waren der Kaufmann, Schiffsreeder und Konsul Carsten Schiødt Due (1762–1809) und dessen Frau Pauline Heltzen (1776–1850). Am 28. Februar 1828 heiratete er Alethe Wilhelmine Georgine Sibbern (28. Februar 1812 – 7. Mai 1887), Tochter des Staatsrates Valentin Christian Wilhelm Sibbern (1779–1853) und dessen Frau Anne Cathrine de Stockfleth (1785–1865) und Schwester des späteren Staatsrates Georg Sibbern.
Frederik Due wuchs in Trondheim auf. Das Geschlecht seines Vaters stammt aus Duved in Jämtlands län. Der Familienname war von diesem Ort entlehnt. Dues Urgroßvater war nach Trondheim eingewandert. Die Namen Gottschalck und Haxthausen hatte er aus dem mütterlichen Geschlecht. Seine Großmutter war die Tochter von Generalmajor Frederik Gottschalck von Haxthausen gewesen.

## Werdegang
Er erhielt mit 13 Jahren eine militärische Ausbildung als Kadett an der Artillerieschule in Kopenhagen. Nachdem er 1811 Stykjunker geworden war, beendete er die Ausbildung 1813 als Sekondeleutnant. Um die Jahreswende 1813/14 nahm er am Krieg gegen Schweden teil, der mit dem Kieler Friede und der Abtretung Norwegens an Schweden endete. Zu dieser Zeit wurde der schwedische Thronfolger Karl Johann auf ihn aufmerksam. Diese plötzliche Bekanntschaft soll auf das sehr vorteilhafte Aussehen Dues zurückzuführen sein, da Karl Johann für schöne Männer offenbar empfänglich war. So ernannte er ihn zum Adjutanten seines Sohnes, dem späteren König Oskar I. von Schweden. Due hatte ein sehr gewandtes Auftreten und beherrschte die französische Sprache. Die guten Beziehungen zum Königshaus führten zu einer steilen Karriere: Er wurde 1818 Premierleutnant, 1819 Captain und 1822 Major. Im gleichen Jahr wurde er bis 1841 Leiter der Kanzlei der norwegischen Staatsratsabteilung mit dem Titel Staatssekretär. Der 27-jährige Due war des Königs Sprachrohr im Staatsrat. und er trag alle die Norwegen angehenden Sachen des Staatsrates dem König auf Französisch vor. 1839 wurde er Generalleutnant.
Als der bisherige Staatsminister Severin Løvenskiold 1841 zum schwedischen Statthalter in Norwegen ernannt wurde, wurde der politisch noch unerfahrene Due am 27. Februar 1841 bis 1858 dessen Nachfolger als Staatsminister und hielt sich in Stockholm auf. Er war der erste Staatsminister Norwegens, der nicht aus dem Adelsstand kam. Seine Unerfahrenheit machte sich bemerkbar, als er bei der Aushandlung eines neuen Zolls für den Øresund mit Schweden die Regierung in Christiania überging. Das führte zu einer konstitutionellen Krise, und 1842 wurde festgelegt, dass solche Angelegenheiten künftig vom gemeinsamen schwedisch-norwegischen Staatsrat zu behandeln seien. Staatsminister Due und Staatsrat Oluf de Schouboe wurden wegen dieser Sache beim Reichsgericht angeklagt.
1858 nahm Due seinen Abschied aus der Regierung und wurde schwedischer Botschafter in Wien und München. Diese Stellung behielt er bis zu seiner Pensionierung im Oktober 1871. Er ließ sich zunächst in Kopenhagen nieder, zog 1873 aber nach Christiania um, wo er im gleichen Jahr starb.

## Ehrungen
1823 bis 1832 war er norwegischer Herold des Seraphinenordens, von 1832 bis 1841 war er dessen Zeremonienmeister, 1847 erhielt er selbst diesen Orden. 1826 wurde er Ehrenmitglied der schwedischen Akademie der Kriegswissenschaften. 1829 wurde er Mitglied von Det Kongelige Norske Videnskabers Selskab in Trondheim, 1841 Mitglied der Gesellschaft zur Herausgabe von Handschriften die skandinavische Geschichte betreffend.
1821 wurde er Ritter des Schwertordens, 1823 des Nordstern-Ordens. Dessen Kommandeur wurde er 1832. 1858 erhielt er das Großkreuz des Sankt-Olav-Ordens.